# Giorgina Janet Craufurd
Pour les articles homonymes, voir Craufurd.
Giorgina Janet Craufurd (née à Florence le 11 octobre 1827, morte à Forlì le 30 juillet 1911) est une féministe italienne proche des idées de Giuseppe Mazzini ; elle est plus connue comme Giorgina Saffi, du nom de son mari, Aurelio Saffi.

## Biographie
Giorgina Janet Craufurd est la fille de Sir John Craufurd, d'origine écossaise et commissaire britannique pour les îles Ioniennes et de Sophia Churchill, illustre famille anglaise aux traditions libérales. Sofia soutient la cause italienne au travers des comités mazziniens,. Giorgina Janet naît au cours d'un de leurs nombreux séjours à Florence.  
En 1851, elle fait la connaissance d'Aurelio Saffi, un homme politique italien, qu'elle épouse en 1857 malgré l'opposition de ses parents. Elle collabore avec son mari, qui est un proche de Mazzini bien que ne partageant pas entièrement ses idées.
Mazzini fait appel à elle pour recueillir les fonds nécessaires au financement des mouvements insurrectionnels. Elle participe aussi au Parti d'action créé par Mazzini.  En 1860, Giorgina gère les forces féminines du parti avec Laura Solera Mantegazza (en), Elena Sacchi et Sara Nathan,.
Après l'unité italienne, elle devient présidente de la société d'entraide féminines de Forli, qui crée un jardin d'enfant : une institution d'avant garde pour les jeunes enfants. Elle collabore avec Alaide Gualberta Beccari à la revue La Donna, demandant le droit de vote et l'égalité entre époux.
Elle adhère en 1875 à la campagne de Josephine Butler pour l'abolition de la prostitution,.
Elle passe les dernières années de sa vie à réorganiser et publier les écrits de son mari,.